# Farrukh Zaman (Squashspieler)
Farrukh Zaman (* 23. Oktober 1982 in Peschawar) ist ein ehemaliger pakistanischer Squashspieler.

## Karriere
Farrukh Zaman spielte von 1999 bis 2006 auf der PSA World Tour und gewann in diesem Zeitraum auf dieser drei Titel. Sämtliche Titel gewann er 2002. Im selben Jahr wurde er zudem pakistanischer Landesmeister. Seine höchste Platzierung in der Weltrangliste war Rang 37 im Januar 2004. Mit der pakistanischen Nationalmannschaft nahm er 2002 an den Commonwealth Games und 2003 an der Weltmeisterschaft teil. Im Einzel stand er 2002 und 2003 im Hauptfeld der Weltmeisterschaft, kam beide Male aber nicht über die erste Runde hinaus. 2004 wurde er mit der Nationalmannschaft Asienmeister.

## Erfolge
- Asienmeister mit der Mannschaft: 2004
- Gewonnene PSA-Titel: 3
- Pakistanischer Meister: 2002